# Katja Požun
Katja Požun (Trbovlje, 7 aprile 1993) è un'ex saltatrice con gli sci slovena.

## Biografia
In Coppa Continentale, la massima competizione femminile di salto prima dell'istituzione della Coppa del Mondo nella stagione 2012, ha esordito il 16 febbraio 2005 a Breitenberg, giungendo 20ª.
In Coppa del Mondo ha esordito nella gara inaugurale del 3 dicembre 2011 sul trampolino Lysgårdsbakken di Lillehammer (7ª) e il 4 febbraio 2012 a Hinzenbach ha ottenuto il primo podio (3ª).
In carriera ha partecipato a un'edizione dei Giochi olimpici invernali, Soči 2014 (11ª nel trampolino normale), e a due dei Campionati mondiali (18ª nel trampolino normale a Val di Fiemme 2013 il miglior piazzamento).

## Palmarès

### Mondiali juniores
- 4 medaglie:
  - 1 oro (gara a squadre a Liberec 2013)
  - 3 bronzi (trampolino normale a Zakopane 2008; gara a squadre a Erzurum 2012; trampolino normale a Liberec 2013)

### Universiadi
- 2 medaglie:
  - 1 oro (trampolino normale a Trentino 2013)
  - 1 bronzo (gara a squadre mista a Trentino 2013)

### Coppa del Mondo
- Miglior piazzamento in classifica generale: 6ª nel 2013
- 2 podi (entrambi individuali):
  - 1 secondo posto
  - 1 terzo posto

### Coppa Continentale
- Miglior piazzamento in classifica generale: 6ª nel 2012
- 2 podi (entrambi individuali):
  - 1 vittoria
  - 1 terzo posto